# Horizon de Cauchy
En astrophysique, l'horizon de Cauchy ou horizon interne est la solution limite de type lumière d'un problème de Cauchy appliqué aux trous noirs de Reissner-Nordström ou de Kerr. En effet, l'ajout d'une charge électrique ou d'un moment cinétique à un trou noir de Schwarzschild ne possédant qu'un unique horizon des évènements produit la distinction de deux solutions r- et r+ pour l'horizon. La première constitue l'horizon de Cauchy.
Un horizon de Cauchy est ainsi désigné à la suite de Stephen Hawking (1942-2018) qui en a introduit la notion. Son éponyme est Augustin-Louis Cauchy (1789-1857).
Un horizon de Cauchy dans un espace-temps donné est une hypersurface de genre lumière, plongée dans l'espace-temps, et se trouvant à la limite entre la région de l'espace-temps qui est globalement hyperbolique et celle qui ne l'est pas.